# Isognathus menechus
Isognathus menechus (Boisduval, [1875]) è un lepidottero appartenente alla famiglia Sphingidae, diffuso in America Meridionale.

## Descrizione

### Adulto
La pagina superiore dell'ala anteriore è di color grigio-cenere, e mostra un paio di linee trasversali più scure che, seppur separate all'altezza della costa, si riavvicinano posteriormente, per poi interrompersi all'altezza di M3; posteriormente a questa nervatura, riappaiono assumendo una tonalità più marcata e la forma di un semicerchio aperto in prossimità del tornus. In alcuni esemplari è inoltre osservabile una macchia nerastra allungata tra M3 e CuA1. Nella femmina, le tonalità sono meno contrastanti. La parte distale delle nervature tende al bianco.

La pagina inferiore ricorda quella di I. excelsior, essendo tinta di un marroncino alquanto uniforme (più pallido che in I. excelsior), con striature trasversali di colore più intenso.

L'ala posteriore è gialla per i tre quarti basali, ma mostra una banda marrone che parte dall'ultimo quarto della costa e giunge, con larghezza variabile e margine interno dentellato, fino all'angolo anale, dove si stempera in una macchia più sbiadita, di colore analogo al fondo dell'ala anteriore, occupando l'intera lunghezza del termen.

La pagina inferiore, anch'essa simile a quella di I. excelsior, rivela invece una larga banda costale marroncina, lievemente più ampia nella femmina, che prosegue anche per tutto il margine esterno fino all'angolo anale; il resto della superficie dell'ala è campito di una tonalità di giallo analoga a quella della superficie dorsale.

L'apice dell'ala anteriore non è falcato. Il termen è lievemente dentellato in ambo i sessi, ma soltanto nell'ala posteriore.

Le antenne sono filiformi e uncinate all'estremità, con una lunghezza di poco inferiore alla metà della costa.

Il torace è scuro dorsalmente, ma risulta grigio cenere sulla superficie ventrale.

L'addome rivela, a livello dei tergiti, bande trasversali ben distinguibili (a differenza di quanto osservabile in altre specie congeneri), mentre sul ventre assume lo stesso colore cenerino del torace.

L'apertura alare del maschio è di 90–92 mm, mentre quella della femmina arriva fino a 100 mm.

### Larva
Il bruco è cilindrico, con capo piccolo e tondeggiante. Il cornetto caudale sull'ottavo urotergite è affusolato e molto lungo. La colorazione vivace suggerisce che possa essere di sapore sgradevole per i predatori.

### Pupa
La crisalide è adectica ed obtecta, con un cremaster poco sviluppato; si rinviene all'interno di un bozzolo dalle pareti sottili, posto negli strati superficiali della lettiera del sottobosco.

## Biologia

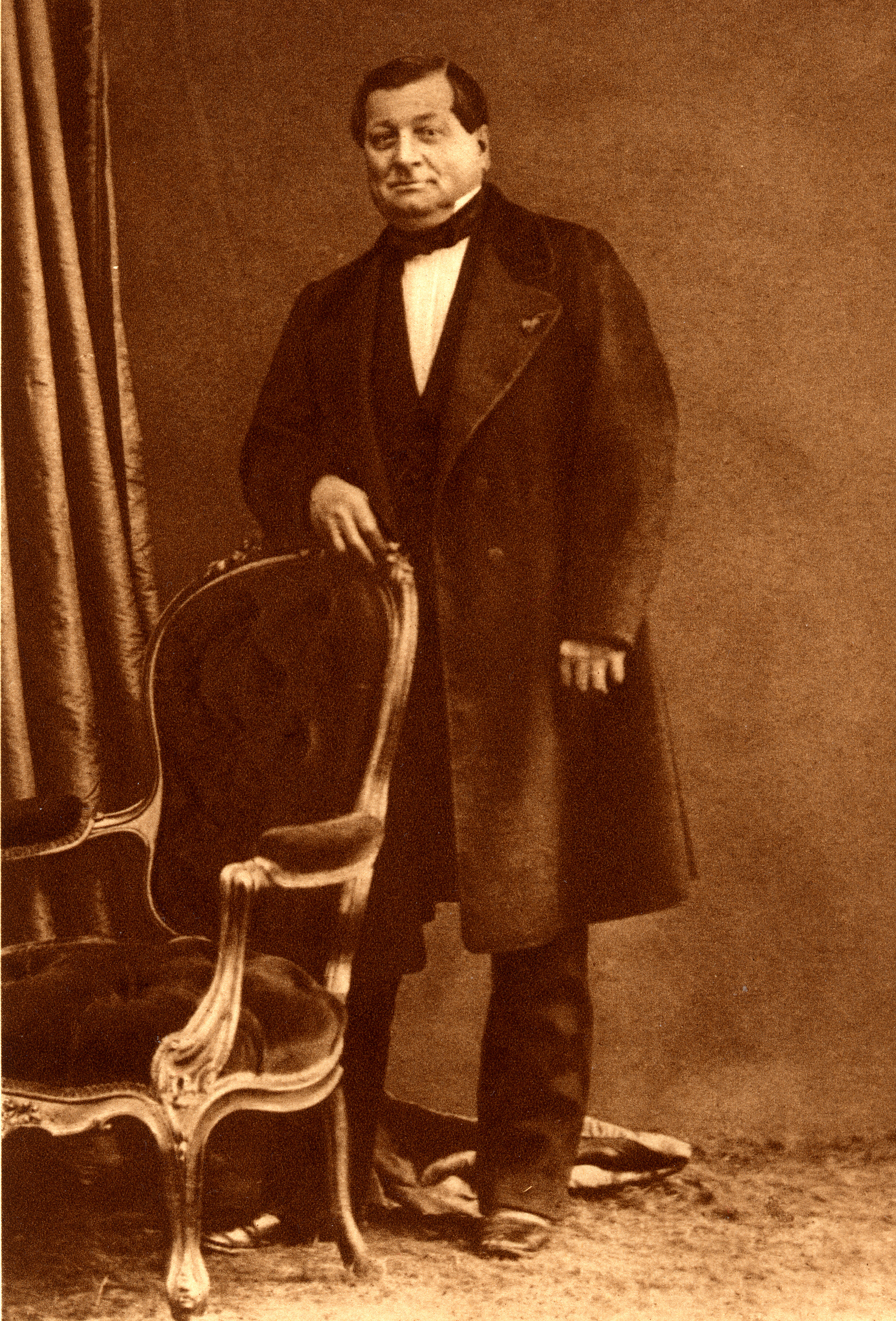
Il medico, entomologo e botanico francese Jean-Baptiste Alphonse Dechauffour de Boisduval (1799-1879), che per primo descrisse la specie nel 1875

### Comportamento
La specie, come le sue congeneri, ha abitudini principalmente crepuscolari. Durante l'accoppiamento, le femmine richiamano i maschi grazie ad un feromone rilasciato da una ghiandola posta all'estremità addominale.

L'adulto emerge dal bozzolo da 8 a 24 giorni dopo l'impupamento.

### Periodo di volo
La specie è multivoltina, con adulti che sfarfallano in tutti i mesi dell'anno. In Guyana francese sono stati catturati esemplari adulti nei mesi di maggio e novembre-dicembre.

### Alimentazione
Gli adulti si nutrono del nettare di fiori come le petunie (Solanaceae).
Le piante ospiti sono membri delle Apocynaceae del genere Plumeria L..

L'ecozona neotropicale

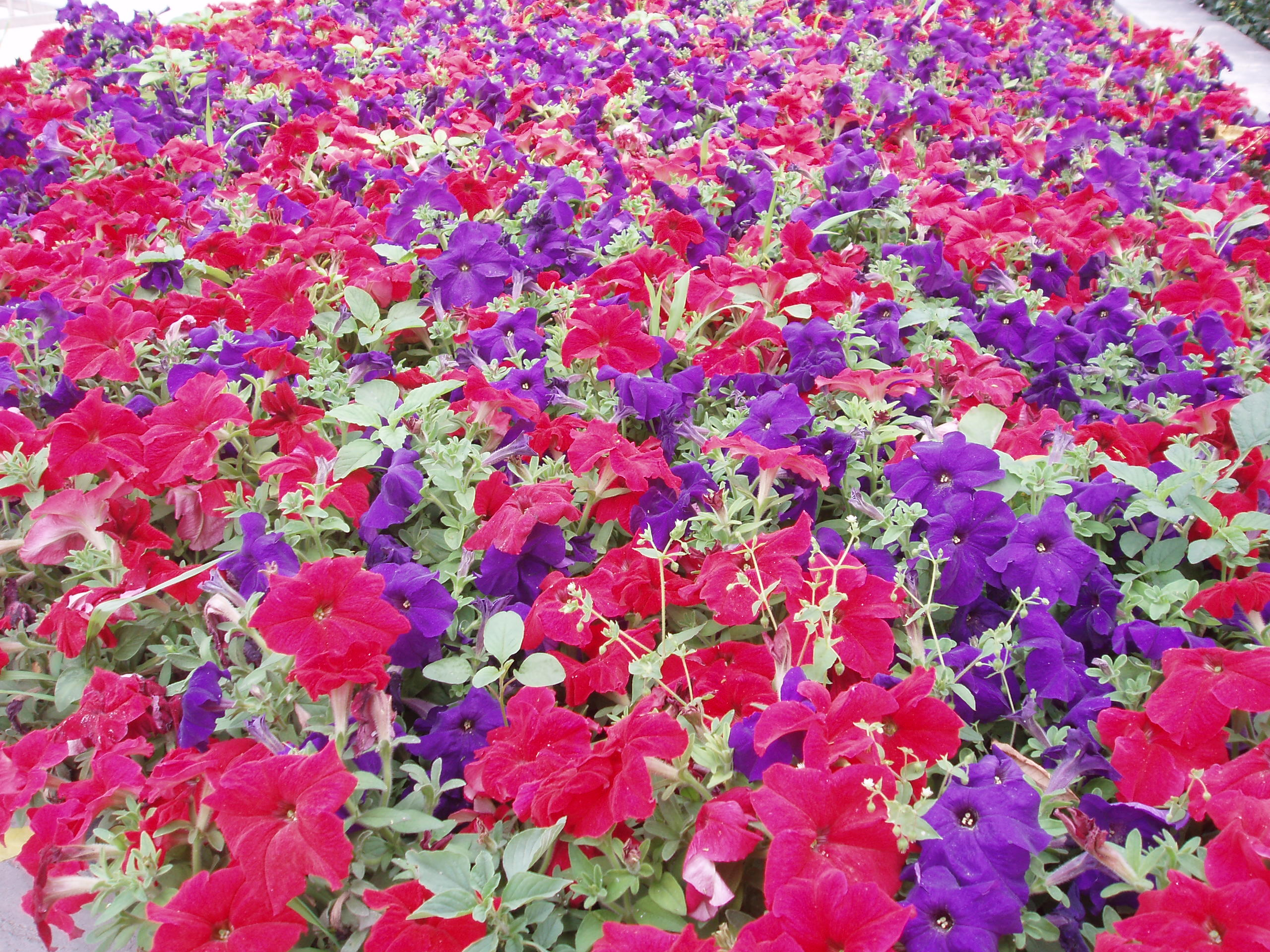
Ibridi di Petunia

## Distribuzione e habitat
L'areale della specie si estende all'interno dell'ecozona neotropicale, comprendendo: Cuba, il Venezuela, la Guyana francese (Matoury, Saint-Georges-de-l'Oyapock, Caienna (locus typicus)), il Brasile (Pará, Alagoas, Distretto Federale, Minas Gerais, Mato Grosso), la Bolivia (Cochabamba, Santa Cruz) e l'Argentina (Tucumán); non è sicura la presenza in Colombia.
L'habitat è rappresentato da foreste tropicali, e sub-tropicali, dal livello del mare fino a modeste altitudini.

## Tassonomia

### Sottospecie
Non sono state individuate sottospecie.

### Sinonimi
Sono stati riportati tre sinonimi:
- Anceryx menechus Boisduval, 1875 - Hist. nat. Ins., Spec. gén. Lépid. Hétérocères, 1: 124 - Locus typicus: Caienna, Guyana francese (sinonimo omotipico; basionimo)[1]
- Isognathus amazonicus Butler, 1876 - Trans. Zool. Soc. Lond., 9(19): 601, pl. 94, f. 8 - Locus typicus: Villa Nova, Brasile (sinonimo eterotipico)[6]
- Sphinx mnechus Ménétriés, 1857 - Cat. lep. Petersb. 2: 90 (sinonimo eterotipico)[7]